# Los Miserables (banda)
Los Miserables es una banda de punk rock chilena, formada en 1990, con influencias del hardcore punk, ska y rock alternativo.

## Biografía
Los Miserables es una banda punk surgida en la comuna de El Bosque, en Santiago de Chile. Se forma el 26 de junio de 1990, como una forma de protestar contra la dictadura de Pinochet y la nueva democracia. Su tendencia musical, en ese entonces, se enfocaba en la música punk con lírica política, inspirándose en bandas como The Clash, Ramones, Sex Pistols, La Polla Records, Kortatu, etc.
En ese año graban su primer demo, titulado "Ritmo Marginal". También tienen su primera tocata, teloneando a la emblemática banda del punk "Fiskales Ad-Hok", en el Cuerpo de Bomberos de La Bandera.
En 1991, editan su primer disco con el sello independiente Liberación y se titula ¿Democracia? Poco a poco, se hacen conocidos en el ambiente punk local, lo que los lleva a firmar, el 7 de septiembre, con el sello Alerce, luego de haber sido estafados por su sello anterior.
En 1992, lanzan su disco Futuro esplendor, dando a conocer sencillos como "Declaración de intransigencia". El lanzamiento se lleva a cabo el 11 de diciembre, en la comuna de El Bosque, ante dos mil personas.
En 1993, lanzan Pisagua 1973, reedición del disco ¿Democracia?, pero con dos canciones nuevas. En éste se dan a conocer canciones como "Hey usted" y "Pisagua".
En 1994, lanzan Te mataré con amor, disco menos punk, pero más potente, con letras sobre la ETA, la Intifada, los presos políticos, las barras de equipos de fútbol, etc. Este disco incluía el tema "Plegaria a un labrador", de Víctor Jara, convirtiendo a Los Miserables en la primera banda punk en tributarlo. El lanzamiento del disco fue hecho exclusivo para periodistas e invitados en la Sala SCD. Fueron muy mal recibidos por la prensa, catalogados de soeces.
Ese mismo año, comparten escenario con Attaque 77, Negu Gorriak y Los Fabulosos Cadillacs.
En 1995, lanzan su primer disco en vivo, titulado "Pirata". Allí participa Fermín Muguruza, en la interpretación de "Nicaragua Sandinista", canción de Kortatu, de la cual es autor.
También en 1995, lanzan su primer disco exclusivo de versiones, titulado Sin dios ni ley, homenajeando a grupos punk y ska del gusto de la banda. De ahí salieron temas como "Tu Alma Mía" (que salto a la fama al ser incluido en la banda sonora de la teleserie chilena Sucupira), de Todos Tus Muertos o "Quiero ver", de La Polla Records. A finales de este año, se unen a la banda Álvaro Prieto y Francisco Silva, tocando por primera vez en el Court central del Estadio Nacional.
En 1997, es lanzado Cambian los payasos... pero el circo sigue. De este disco salieron canciones masivamente conocidas, tales como "Los dos gallos" (en ese tiempo llamada "Gallo Rojo") y "N.N".
En 1998, pasan a la multinacional Warner Music, específicamente a su filial Bizarro Records. Graban su disco  (también conocido como Disco negro) en País Vasco junto al productor de La Polla Records, Marino Goñi, quien influye en su estilo musical. De un sonido rudimentario y básico, pasan a dotar de potencia a su música. No el disco aparecieron temas emblemáticos como "Skada vez peor", "Progreso", "Leo Catán" o "Al otro lado del sol".
En ese año, Claudio García (líder del grupo) sufre de la bacteria asesina en su pierna, al volver a Chile. Durante el tiempo en que estuvo indispuesto, su lugar en la batería fue tomado por Cristóbal González, baterista de Santo Barrio.
En 1999, "Tribi" deja la banda. Claudio, por su pierna debilitada, decide no tocar batería y dedicarse a la voz líder. Es integrado Rodrigo "Rorro" Silva a la batería, hermano de "Fiko". Ese año, con el regreso de Claudio, graban en vivo su disco Retroceder nunca, en la Discotheque "Laberinto". También ese mismo año lanzan su disco en vivo titulado Rendirse jamás, el cual explora versiones acústicas de sus canciones emblemáticas. Ambos discos serían recopilados en 2000, extrayendo las mejores canciones, en el disco Retroceder Nunca - Rendirse Jamás.
En 2000, lanzan Date cuenta, con una sonoridad similar a su disco Te mataré con amor, con canciones y letras potentes, claramente vinculadas a la izquierda política. De ese disco salen temas conocidos como "Atrapado" o "Chow Chow Sen" (cover de la canción "El Scorcho" de Weezer, arreglado por Patricio Silva).
En 2001, lanzan Gritos de la Calle, un disco que lo hace volver a sus inicios en cuanto a lo musical. De ese disco salen temas conocidos como "Carta Marina" o "Decomiso".
Luego de su presentación en las Raras Tocatas Nuevas de la Radio Rock and Pop, lanzan su disco Pasión de multitudes en 2003, que incluye su canción más popular: El Crack . Sus catorce temas tienen una temática de comparación del fútbol con la realidad actual del país.
En 2004, lanzan su DVD en vivo titulado Por los que ya no están, junto a un disco recopilatorio llamado El ruido de nuestras vidas, donde aparecen temas tanto inéditos como también canciones emblemáticas del grupo, en vivo y en estudio. En este disco destaca el sencillo inédito, "La noche".
En 2005, lanzan un nuevo disco de versiones titulado La voz del pueblo (en alusión a una frase emitida por un intérprete latinoamericano, en el Festival de Viña). La diferencia con Sin dios ni ley, es que tributan a intérpretes más bien contestatarios, pero musicalmente distintos al punk y rock político que ellos realizan. Se destacan en este disco autores de la Nueva Trova Cubana y de la Nueva Canción Chilena, como Víctor Jara, Violeta Parra, Silvio Rodríguez y Pablo Milanés. Sobresalen los temas "Te doy una canción" (Silvio Rodríguez), "Te recuerdo Amanda" (Víctor Jara) y "Noticiero crónico" (Óscar Andrade).
En el año 2006, lanzan su producción 7 pecados capitales, que se destaca entre otros por la incorporación de bronces en algunas de sus canciones y por incorporar siete temas de las bandas alternativas de los integrantes del grupo ("Perro Loko", de Francisco Silva y Patricio Silva; "Tuareg", de Claudio García; King of Way, de Óscar Norambuena). Ese año también celebraron sus quince años de trayectoria musical con un gran concierto que tuvo como invitados a Machuca y Los Violadores, desde Argentina.
En 2007, destaca su exitosa participación en el festival "Vive Latino Chile 2007". El 11 de septiembre, lanzan el disco Luna, en donde, según ellos mismos, "muestran el sufrimiento que hasta el día de hoy viven miles de personas que, en aquel 11 de septiembre de 1973, eran niños que debieron vivir una guerra que no era suya".
En 2009, lanzan su nuevo disco Alegría y subversión, en el cual plasman con mucho ímpetu su visión sobre la realidad social chilena, con letras apoyadas por el humorista Pedro Ruminot. El lanzamiento del disco se realizó el martes 23 de junio, en la sala SCD de Vespucio.
En el año 2010, la banda graba un Tributo a La Voz de los '80 de Los Prisioneros, reconocido como uno de los álbumes chilenos más importantes (y, según declaraciones de la propia banda, "el disco más importante del rock chileno").
Durante 2011, la banda decide retomar el camino de la independencia discográfica, desligándose de Feria Music, con quienes habían lanzado sus últimos discos. Se anuncia la producción de "Chile S.A.", del cual se desprenden los temas "Chile S.A." y "Te quiero", musicalización 
del poema homónimo de Mario Benedetti. Paralelamente, la banda celebra sus 20 años en un concierto en el Teatro Caupolicán, junto a numerosos invitados. Luego de este show, anuncian su disolución indefinida, debido a diferencias internas. Sin embargo, en noviembre del mismo año, se sabe que la banda volverá con un cambio en guitarra: sale Fiko Silva y entra Marcelo Aravena.
Para 2012, se anuncia la participación de Los Miserables en el Festival del Huaso de Olmué, compitiendo con el tema "Qué dirá el santo padre", de Violeta Parra.
Recientemente la banda ha anunciado un descanso de los escenarios, anunciando que grabaran un nuevo tema con el cual se despedirán por un tiempo de los conciertos. (2022)

## Miembros
- Claudio "Zeus" García: voz (1990-1995, 1999-presente), batería y percusión (1990-1998)
- Óscar "Amapola" Silva: bajo y coros (1990-presente)
- Patricio "Pato" Silva: guitarra y coros (1990-presente)
- Juan Francisco "Juancho" Contreras: batería y percusión (2006-presente)
- Marcelo "Dexter" Aravena: guitarra y coros (2011-2025)
- Jorge "Pollo Ska" Rojas: guitarra y coros (2020-presente)
- Álvaro "Tribi" Prieto: voz (1995-1999)
- Rodrigo "Rorro" Silva: batería y percusión (1998-2006)
- Francisco "Fiko" Silva: guitarra y coros (1995-2011)

## Discografía

### Álbumes en estudio
- ¿Democracia? - 1991
- Futuro Esplendor - 1992
- Pisagua 1973 - 1993
- Te mataré con amor - 1994
- Sin Dios Ni Ley - 1995
- Cambian Los Payasos...Pero El Circo Sigue - 1997
- Miserables - 1998
- ¡Date Cuenta! - 2000
- Gritos De La Calle - 2002
- Pasión De Multitudes - 2003
- La Voz Del Pueblo!! - 2005
- Luna, Una Historia de Muchas Vidas... - 2007
- Alegría Y Subversión - 2009
- La Voz De Los '80 - 2010
- Políticamente Incorrectos (soeces y anacrónicos) - 2013

### Álbumes en vivo
- Pisagua 1973 - 1994
- Pirata - 1995
- Retroceder nunca - 1999
- Rendirse jamás - 1999
- Por los que ya no están - 2004 (DVD)

### Reediciones
- Futuro Esplendor - 2006
- Te mataré con amor - 2006
- Sin Dios ni Ley - 2017

### Compilatorios
- El ruido de nuestras vidas - 2004
- 7 pecados capitales - 2006
- 25 Años... y todo sigue igual - 2017
- Razeras - 2024

### Otras ediciones
- Ritmo marginal (Demo) - 1990
- Compilado en homenaje a Los Prisioneros (Participación con el tema "Paramar")
- Compilado en homenaje a Víctor Jara (Participación con el tema "El Aparecido")
- Compilado en homenaje a Pablo Neruda (Participación con el poema "Walking Around")
- Compilado en homenaje a Violeta Parra (Participación con el tema "Miren como sonríen")
- Compilado en homenaje a Los Jaivas (Participación con el tema "Todos Juntos")